# Gerberga (filla de Guillem el Sant)
Gerberga (755?-834) fou filla de Guillem I de Tolosa i de Cunegunda d'Austràsia, per línia materna era per tant neta de Carloman I, rei dels francs. També fou germana de Bernat de Septimània, que fou duc de Septimània i de la Gòtia; de Berà, primer comte de Barcelona; de Gaucelm, comte de Rosselló i Empúries; i d'Heribert. Destinada a la vida religiosa per la seva família, va ser monja. Després d'una batalla a la guerra civil franca, l'emperador Lotari I n'ordenà la seva execució a Chalon-sur-Saône l'any 834 i fou llançada al riu Saona dins d'una bóta.